# بهزاد قربانی
بهزاد قربانی (زاده ۲۶ مارس ۱۹۷۱) جانورشناس ایرانی و نخستین کرم جاودانه‌شناس ایرانی است. او در تهران زاده شد و تحصیلات خود را در دانشگاه تهران و دانشگاه شهید بهشتی به پایان رساند. وی در سال ۱۹۹۷ دو گونه جدید کرم جاودانه (پلاناریا) را در رودخانه کرج کشف کرد و آن‌ها را Dugesia iranica و Dugesia persica نامید.